# Liste der Stadtbezirke von Shanghai

Die 16 Stadtbezirke von Shanghai

Die Liste der Stadtbezirke von Shanghai bietet einen Überblick über die Entwicklung der Einwohnerzahl der Stadtbezirke der chinesischen Stadt Shanghai. Aufgeführt sind auch die Fläche, die Bevölkerungsdichte und die Lage des Bezirkes in der Stadt Shanghai.
Die regierungsunmittelbare Stadt Shanghai in der Volksrepublik China ist seit 2015 in 16 Stadtbezirke eingeteilt. Das Verwaltungsgebiet Shanghais stellt kein zusammenhängendes Stadtgebiet dar, sondern wäre mit seiner außerhalb der Kernstadt (hohe Bebauungsdichte und geschlossene Ortsform) dominierenden ländlichen Siedlungsstruktur eher mit einer kleinen Provinz vergleichbar. Das städtische Siedlungsgebiet gliedert sich in die westlich vom Huangpu-Fluss gelegene Innenstadt (Puxi) und den östlich davon gelegenen Stadtbezirk Pudong. Dazu kommen noch die inneren Vororte Baoshan, Minhang und Jiading.

## Stadtgliederung

### Innenstadt
Die Innenstadt (Puxi) unterteilt sich in sieben Stadtbezirke:
- Huangpu (黄浦区,  Huángpǔ Qū)
- Xuhui (徐汇区,  Xúhuì Qū)
- Changning (长宁区,  Chángníng Qū)
- Jing’an (静安区,  Jìng'ān Qū)
- Putuo (普陀区,  Pǔtuó Qū)
- Hongkou (虹口区,  Hóngkǒu Qū)
- Yangpu (杨浦区,  Yángpǔ Qū)

Die ehemaligen Stadtbezirke Luwan und Zhabei wurden 2011 bzw. 2015 aufgelöst und den Stadtbezirken Huangpu bzw. Jing’an angegliedert.

### Peripherie
In der nahen Umgebung des Stadtzentrums befinden sich vier weitere Stadtbezirke. Diese wurden zwischen 1988 und 1992 aus Kreisen in Stadtbezirke umgewandelt:
- Baoshan (宝山区,  Bǎoshān Qū) – Kreis Baoshan bis 1988,
- Minhang (闵行区,  Mǐnháng Qū) – Kreis Minhang bis 1992,
- Jiading (嘉定区,  Jiādìng Qū) – Kreis Jiading bis 1992,
- Neuer Stadtbezirk Pudong (浦东新区,  Pǔdōng Xīn Qū) – bis 1992: Kreis Chuansha; 2009: erweitert um die Fläche des aufgelösten Stadtbezirks Nanhui (南汇区,  Nánhuì Qū).

### Ländliche Umgebung
Fünf Stadtbezirke, diese wurden zwischen 1992 und 2016 von Kreisen in Stadtbezirke umgewandelt, liegen weiter entfernt von der Innenstadt in den ländlichen Gebieten außerhalb der Kernstadt:
- Stadtbezirk Jinshan (金山区,  Jīnshān Qū) – Kreis Jinshan bis 1992
- Stadtbezirk Songjiang (松江区,  Sōngjiāng Qū) – Kreis Songjiang bis 1997
- Stadtbezirk Qingpu (青浦区,  Qīngpǔ Qū) – Kreis Qingpu bis 1999
- Stadtbezirk Fengxian (奉贤区,  Fèngxián Qū) – Kreis Fengxian bis 2001
- Stadtbezirk Chongming (崇明区,  Chóngmíng Qū) – Kreis Chongming bis 2016

## Tabelle der Stadtbezirke
Die Tabelle enthält die Ergebnisse der Volkszählungen vom 30. Juni 1964, 1. Juli 1982, 1. Juli 1990, 1. November 2000 und 1. November 2010. Außerdem sind die Fläche und die Bevölkerungsdichte aufgeführt. Die Angaben beziehen sich auf alle in Shanghai registrierten Bewohner. Dazu gehören die Personen mit ständigem Wohnsitz (戶口 / 户口,  hùkǒu) und die temporären Einwohner (流動人口 / 流动人口,  liúdòng rénkǒu) mit befristeter Aufenthaltsgenehmigung (暫住證 / 暂住证,  zànzhùzhèng).
(VZ = Volkszählung)
Die Einwohnerzahlen aus den verschiedenen Volkszählungen sind zum Teil nicht direkt vergleichbar, da sich die Bezirksgrenzen im Laufe der Zeit geändert haben.
| Transkription | Chinesisch | Fläche (in km², 2021) | VZ 1964    | VZ 1982    | VZ 1990    | VZ 2000    | VZ 2010    | Ew./km² | Karte |
| ------------- | ---------- | --------------------- | ---------- | ---------- | ---------- | ---------- | ---------- | ------- | ----- |
| Baoshan       | 宝山       | 270,99                | 414.100    | 436.300    | 658.900    | 1.227.978  | 1.904.886  | 7.029   |       |
| Changning     | 长宁       | 38,30                 | 388.900    | 402.900    | 585.400    | 702.209    | 690.571    | 18.031  |       |
| Chongming     | 崇明       | 1.185,49              | 555.300    | 755.500    | 736.200    | 648.912    | 703.722    | 594     |       |
| Fengxian      | 奉贤       | 687,39                | 366.700    | 507.500    | 526.700    | 624.285    | 1.083.463  | 1.576   |       |
| Hongkou       | 虹口       | 23,48                 | 825.600    | 779.500    | 879.700    | 860.726    | 852.476    | 36.306  |       |
| Huangpu       | 黄浦       | 20,46                 | 1.473.000  | 1.357.300  | 1.559.100  | 574.533    | 429.891    | 28.451  |       |
| Jiading       | 嘉定       | 464,20                | 421.200    | 521.300    | 536.600    | 753.070    | 1.471.231  | 3.169   |       |
| Jing’an       | 静安       | 36,88                 | 557.400    | 519.400    | 486.600    | 305.329    | 246.788    | 32.387  |       |
| Jinshan       | 金山       | 586,05                | 232.200    | 498.300    | 554.100    | 580.377    | 732.410    | 1.250   |       |
| Minhang       | 闵行       | 370,75                | 490.600    | 666.500    | 608.100    | 1.217.309  | 2.429.372  | 6.553   |       |
| Pudong        | 浦东       | 1.210,41              | 1.069.100  | 1.321.200  | 1.171.400  | 3.188.445  | 5.044.430  | 4.168   |       |
| Putuo         | 普陀       | 54,83                 | 552.700    | 560.100    | 796.200    | 1.051.672  | 1.288.881  | 23.507  |       |
| Qingpu        | 青浦       | 670,14                | 342.100    | 433.000    | 461.600    | 595.863    | 1.081.022  | 1.613   |       |
| Songjiang     | 松江       | 605,64                | 502.100    | 478.200    | 511.500    | 641.156    | 1.582.398  | 2.613   |       |
| Xuhui         | 徐汇       | 54,76                 | 521.800    | 502.300    | 776.600    | 1.064.645  | 1.085.130  | 19.816  |       |
| Yangpu        | 杨浦       | 60,73                 | 893.400    | 814.500    | 1.124.500  | 1.243.757  | 1.313.222  | 21.624  |       |
| Shanghai      | 上海       | 6.340,50              | 10.816.500 | 11.859.700 | 13.341.900 | 16.407.804 | 23.019.148 | 3.630   |       |

1. 1 2  Im Jahr 2011 wurde der Stadtbezirk Luwan aufgelöst und an Huangpu angegliedert
2. 1 2  Im Jahr 2015 wurde der Stadtbezirk Zhabei aufgelöst und an Jing’an angegliedert